# Steinbruch nordöstlich Anröchte
Koordinaten: 51° 34′ 25″ N, 8° 19′ 57″ O
Das Naturschutzgebiet Steinbruch nordöstlich Anröchte liegt auf dem Gebiet der Gemeinde Anröchte im Kreis Soest in Nordrhein-Westfalen. Das Gebiet erstreckt sich nördlich der Kerngemeinde Anröchte. Unweit westlich verläuft die Landesstraße L 734, die A 44 verläuft nördlich. Das 7,24 ha große Naturschutzgebiet Eichen-Hainbuchenwald nördlich Anröchte erstreckt sich unweit nördlich.

## Bedeutung
Für Anröchte ist seit 1994 ein 4,09 ha großes Gebiet unter der Schlüsselnummer SO-043 als Naturschutzgebiet ausgewiesen.